# ジーナ・ファイン
ジーナ・ファイン Jeanna Fine（ニューヨーク州ニューヨーク出身、1964年9月29日 - ）は、アメリカ合衆国のポルノ女優・エロティックダンサー。

## 来歴
彼女はニューヨーク州北部の小さな町で育った。ハイスクールでドラッグ好きの不良グループと親しくなるまでは、やや孤立気味の少女時代を過ごした。その後中途退学して年上でアウトドア志向のボーイフレンドの家に転がり込んだ。彼と別れた後はオールバニに移り、頭を剃り上げパンク・ロック・クラブに入り浸った。彼女のタフないい女振りは、あるミュージシャンの目を惹き、彼は自分の妻を交えた3Pにジーナを誘った。またポルノ女優のシオバーン・ハンターもジーナに注目し、ポルノ映画界入りを勧めた。ジーナの女性に対する性的関心が目覚め、彼女の強烈な個性に感銘を受けたアンバー・リンなど、多くの女性とのレズビアン・セックスを継続して楽しんだ。ポルノ映画スターのバーバラ・デアは如何にジーナが「素晴らしかった (ファイン)」かを語り、ファインを姓として名乗る事を提案した。ファインが愛したもう1人のレズビアン・パートナーは同僚のポルノスター、サバンナだった。
ジーナは1986年に21歳でブロンドのパンク・ガールとしてポルノ映画界にデビューした。彼女は世界のポルノファンをとりこにしたいと語っていたが、1986年から89年までに50本の映画に出演した後、姿を消した。
彼女は1990年に髪をブルネットにして復帰したが、婚約者でポルノスターのシッキー・ニックスと結婚するために2年後に再び引退した。しかしこの結婚が実現する事はなかった。伝えられるところでは彼らは結婚しようと祭壇に向かったが、牧師は全く姿を見せなかった。ニックスとの関係を解消した後、彼女はポルノ女優仲間のシャノン・ウィルシー（サバンナ）とのレズビアンの関係と、フットボール選手リッチ・ブラッドフォード (Rich Bradford) との肉体関係にのめり込んだ。どちらの関係も不幸な結果に終わった。ファインがウィルシーの束縛を、そしてブラッドフォードがファインによる束縛を拒絶したと言われる。その後、彼女は放送作家のジム・バーンスタインと恋に落ち、1993年に結婚した。1994年6月には息子のブラクストン・ザッカリーが生まれた。
ブラクストンが4ヵ月の時、ファインはポルノ映画に再度復帰を果たした。彼女が大手ポルノ映画製作会社VCAピクチャーズの社長、ラス・ハンプシャーのオフィスでハンプシャーの膝の上に座り「準備はできているわ」と語ったという物語が流布している。彼女は直ちに映画『未来性機ラバー・シティ (Latex)』にキャスティングされた。
ファインのトレードマークは卑猥な語り、ディープ・スロート（陰茎全体をのどの奥深くまでくわえ込むフェラチオ）、スパンキングや髪を引っ張る行為を伴う荒々しいアナルセックスや2穴（膣とアナルへの同時挿入）への強い嗜好である。レズビアンシーンでは、ほとんどがミストレスの役割を演じている。ファインは女優のストッカード・チャニングに少し似ている事でも有名である。
ファインは1999年の一般映画『処刑人』に端役で出演している。同僚のポルノスター、ロン・ジェレミーが演じるマフィアの構成員によって襲撃されるアダルト・パーラーに勤めるダンサーという役どころであった。またトレイ・パーカー監督の1997年の映画『オーガズモ (Orgazmo)』でもジェレミーと共演していたが、劇場公開版からは出演シーンはカットされた。

## 受賞
- 1991年 XRCO 最優秀主演女優 - 『Steal Breeze』[4]
- 1992年 AVN 最優秀主演女優（映画） - 『ダブル・スロート Part1/官能の薔薇 (Hothouse Rose)』[5]
- 1992年 XRCO 最優秀主演女優 - 『パープル・エクスタシー (Brandy and Alexander)』[4]
- 1995年 XRCO 最優秀主演女優 - 『Skin Hunger』[6]
- 1996年 AVN 最優秀主演女優（映画） - 『Skin Hunger』[5]
- 1996年 AVN 最優秀助演女優（ビデオ） - 『Dear Diary』[5]
- 1996年 XRCO 最優秀主演女優 - 『My Surrender』[5]
- 1997年 AVN 最優秀主演女優（ビデオ） - 『My Surrender』[5]
- 1997年 FOXE ファンのお気に入り女優[7]
- 1997年 XRCO 最優秀レズビアンシーン - 『Miscreants』（ティファニー・ミンクス 、ステファニー・スウィフトと）[6]
- 1997年 XRCO殿堂顕彰[8]
- 1998年 AVN 最優秀レズビアンシーン（ビデオ） - 『Cellar Dwellers 2』（P.J.スパークス、トリシア・デヴェローと）[5]
- 1998年 AVN 最優秀助演女優（ビデオ） - 『Miscreants』[5]
- 1998年 XRCO 最優秀主演女優 - 『Cafe Flesh 2』[6]
- 1998年 AVN殿堂顕彰[9]
- 1998年 Legends of Erotica[10]
- 1999年 AVN 最優秀主演女優（ビデオ） - 『Cafe Flesh 2』[5]

## 備考
- 一部の伝記ではファインをカナダ出身としている。彼女にはトップレスダンサーとしてカナダで働いていた時期があるが、実際はニューヨーク市出身である。
- ファインはハスラー誌のタレント・コーディネーターだった。また同誌で性に関するアドバイスのコラムを書いていた。
- ファインは身体に3つのタトゥーがある（右手首の漢字、左腕の花、首の裏側）。ちなみに右手首の文字は、当時交際していた男性の名前を日本語のカナ読みにして漢字を当てたものである。
- 彼女はブロンド短髪のパンクロッカースタイルでデビューし、長い黒髪（付け毛）となり、更に黒い短髪のウィッグへと変化した。
- 彼女はケミカル・ピープル (the Chemical People) の1988年のアルバム『ソー・セクシスト! (So Sexist!)』のジャケットを飾っている。
- 彼女は1989年という早い時期に左の鼻孔にピアスの穴をあけている事が視認されている。